# Partit Comunista de Tailàndia
El Partit Comunista de Tailàndia (PCT) (en tailandès: พรรค คอมมิวนิสต์ แห่ง ประเทศไทย, abreujat: พคท), va ser un partit polític de Tailàndia, actiu des de 1942 fins a la Dècada de 1980. Inicialment conegut com a Partit Comunista de Siam, la formació va ser fundada oficialment l'1 de desembre de 1942, encara que l'activisme comunista al país es va iniciar en 1927.
En la Dècada del 1960 el PCT va créixer en adeptes i suports, i va ser un dels moviments comunistes més importants en el sud-est asiàtic. A pesar que el PCT va sofrir divisions internes, el seu suport rural es va estimar en, almenys, quatre milions de persones, amb entre deu i catorze mil homes armats. La seva influència es concentrava a les regions del nord-est, nord i sud del país.
Després de la massacre del 6 de octubre de 1976, l'exèrcit va instal·lar Thanin Kraivichien, un antic jutge ultraconservador, com a primer ministre, i va dur a terme una purga radical de les universitats, els mitjans de comunicació i la funció pública. Milers d'estudiants, intel·lectuals i altres esquerrans van fugir de Bangkok i es van refugiar amb les forces insurgents del PCT al nord i al nord-est, operant des de bases segures a Laos. Altres van marxar a l'exili. L'octubre de 1977 una part de l'exèrcit va fer un altre cop d'estat instal·lant el general Kriangsak Chomanan, qui el 1978 va oferir una amnistia als comunistes tailandesos amb una oferta que incloïa habitatge, reunió familiar i seguretat, i aïllats a la selva, sense contacte amb la població van anar marxant, desanimats, un a un i grup a grup.
Després d'una sèrie de controvèrsies internes, els canvis en les aliances internacionals i la guerra contra el govern tailandès, al costat del final de la Guerra Freda, el congrés de 1982 no va resoldre la crisi, amb nous abandonaments, fins i tot entre la direcció del partit, grups de guerrillers van negociar en massa la seva rendició i finalment les guerrilles es van desintegrar. El 1986 la direcció del partit va anunciar la seva reorganització però el partit no va tornar a aparèixer en l'escena política.